# Urk
Urk hollandiai község Hollandiában, Flevoland tartományban. Lakosainak száma 21 227 fő (2021. január 1.). 1939-ig egy sziget volt. 

## Földrajza
Urk Noordoostpolder, Lelystad, Dronten és Enkhuizen községekkel határos.